# Oecetis laminata
Oecetis laminata är en nattsländeart som först beskrevs av Hwang 1957.  Oecetis laminata ingår i släktet Oecetis och familjen långhornssländor. Inga underarter finns listade i Catalogue of Life.